# Attentat de la piazza Fontana
L'attentat de la piazza Fontana est un attentat à la bombe néofasciste qui s'est produit à la Banque nationale de l'agriculture (it) sur la Piazza Fontana dans le centre de Milan le 12 décembre 1969 faisant seize morts et 88 blessés.
Les attentats terroristes de ce jour-là sont au nombre de cinq, concentrés en l'espace de 53 minutes et frappent simultanément Rome et Milan. Cet évènement marque une étape déterminante de la stratégie de la tension, et est considéré comme le principal point de départ des « années de plomb » italiennes.
Alors que la police soupçonne à l'origine le milieu anarchiste, la Cour de cassation juge en 2005 que le massacre est l'œuvre de militants du mouvement néofasciste Ordine Nuovo, dont Carlo Digilio, Franco Freda et Giovanni Ventura. Le premier ayant participé aux enquêtes et les deux autres ayant été absouts en 1987, aucun n'est condamné.

## Attentat

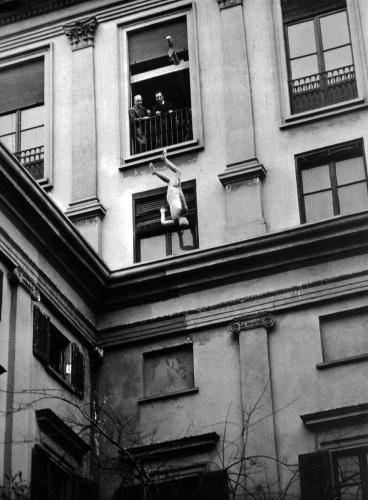
Reconstitution de la mort de Giuseppe Pinelli.

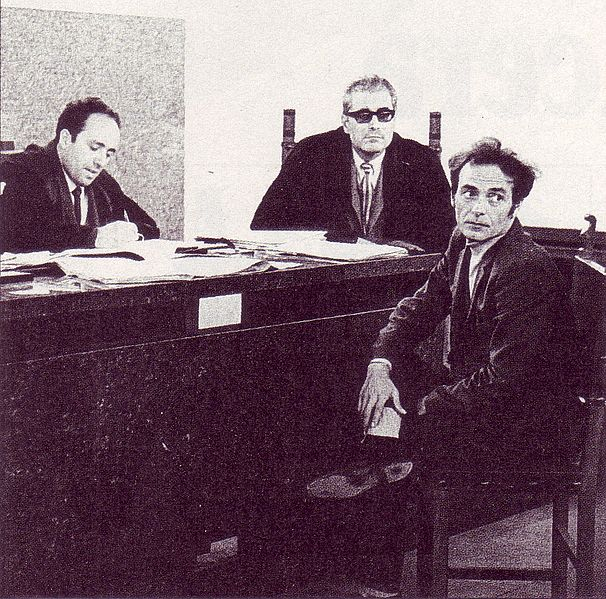
Pietro Valpreda durant une audience.

Le 12 décembre 1969 à 16 h 37, une bombe explose dans la Banque nationale de l'agriculture (it) sur la piazza Fontana, dans le centre de Milan, faisant seize morts et 88 blessés,. Aussitôt, l'extrême gauche est accusée, en particulier les anarchistes. Quatre mille personnes sont arrêtées par la police.

## Enquête
Le danseur Pietro Valpreda est emprisonné, tandis que le cheminot Giuseppe Pinelli, anarchiste accusé de l'attentat, fait une chute mortelle du quatrième étage du commissariat où il est interrogé. Le commissaire Luigi Calabresi est assassiné en représailles en 1972.

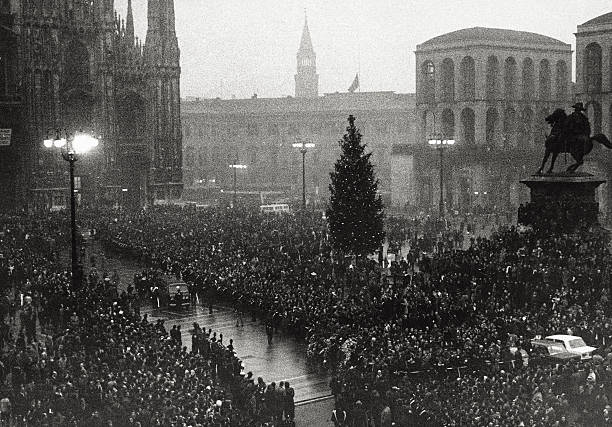
Cortège funèbre des victimes devant la cathédrale de Milan le 12 décembre 1969.

Selon l'auteur d'extrême droite François Duprat, lors du cortège funèbre suivant les attentats, 80 000 personnes manifestent, dont 30 à 40 000 Missini faisant le salut fasciste[source insuffisante].

## Responsabilités néofascistes dans l'attentat
Dans les années 1980, le terroriste néo-fasciste Vincenzo Vinciguerra déclare au juge Felice Casson que l'attentat visait à la proclamation de l'état d'urgence et à pousser l'Italie vers un régime autoritaire.
En 1989, le fondateur d’Avanguardia Nazionale, Stefano Delle Chiaie, est arrêté à Caracas et extradé en Italie afin d'être jugé pour ses responsabilités dans l'attentat de 1969[réf. nécessaire]. Il est cependant acquitté par la cour d'assises de Catanzaro en 1989, de même que son camarade Massimiliano Fachini[réf. nécessaire].
En 1997, trois anciens militants néo-fascistes du Movimento Politico Ordine Nuovo, Carlo Maria Maggi (it), Delfo Zorzi et Giancarlo Rognoni, sont mis en examen pour l'attentat. En 1998, David Carrett, un officier de la US Navy, est mis en examen pour sa participation à l'attentat ; il est aussi accusé d'espionnage politique et militaire. Le juge Guido Salvini (it) ouvre aussi une enquête contre Sergio Minetto, un responsable italien du service d'intelligence de l'OTAN, et le collaborateur de justice Carlo Digilio, soupçonné d'être un indicateur de la CIA.
Mais le 12 mars 2004, la cour d'appel de Milan annule les peines prononcées contre les trois accusés d'Ordine Nuovo, condamnés en première instance. Carlo Digilio bénéficie de l'immunité en échange de sa participation aux enquêtes, en accord avec le statut italien des collaborateurs de justice. Cet acquittement est confirmé par la Cour suprême de cassation en mai 2005, qui confirme par ailleurs la condamnation de la partie civile à payer les frais du procès, décision qui a suscité l'indignation de l'opinion publique, ainsi que celle du président de la République, Carlo Azeglio Ciampi, qui s'engage à ce que l’État paie ceux-ci. La Cour de cassation, tout en acquittant les trois accusés, a cependant bien affirmé que l'attentat de Piazza Fontana avait été réalisé par les néo-fascistes d'Ordine Nuovo, guidés entre-autres par Franco Freda et Giovanni Ventura, mais que ceux-ci ne pouvaient pas être arrêtés pour des motifs administratifs (ayant été absouts par sentence définitive dans un autre procès en 1987).

## Thèse de la «stratégie de la tension»
Selon une théorie qui fait débat, une partie de l’appareil d’État, en lien avec la CIA, aurait entretenu un climat de peur, via la dite stratégie de la tension, afin de faciliter l’arrivée au pouvoir d’un régime dictatorial, comme en Grèce en 1967.
C'est notamment la thèse du documentaire L'Orchestre noir, réalisé par Frédéric Laurent (cofondateur de Libération) et Fabrizio Calvi en 1997 et diffusé sur Arte en 2 soirées en 1998. Ce documentaire soulève un coin du voile sur de possibles manipulations par l'organisation Gladio de néo-fascistes membres de mouvements tels que Movimento Politico Ordine Nuovo ou Avanguardia Nazionale. L'objectif des attentats (dont celui de la Piazza Fontana, celui de Brescia en 1974, ou de celui de Bologne en 1980) aurait été de déclencher, sinon un coup d'État, du moins une déclaration d'état d'urgence [réf. nécessaire] .
Au début des années 1990, la révélation de l'existence du réseau Gladio, une organisation paramilitaire clandestine (stay-behind) de l'OTAN, entraîne de nouvelles spéculations sur ce thème.
En 2000, un document publié par des élus des Démocrates de gauche participant à la commissione Stragi (it) du parlement italien (commission d'enquête sur les massacres) a conclu que Washington avait soutenu « une stratégie de la tension visant à empêcher le PCI et, dans une moindre mesure, le PSI à atteindre le pouvoir ». Celle-ci aurait compris des attaques terroristes sous faux drapeau, attribuées à la partie adverse, en l'occurrence l'extrême-gauche et la mouvance autonome. Néanmoins, l'enquête judiciaire n'a établi aucun lien direct entre le réseau de l'OTAN et les néofascistes impliqués dans l'attentat.
Ce document, dépourvu de valeur officielle, qui comporte des erreurs factuelles[réf. nécessaire] et accuse nommément des membres d'Alliance nationale, a provoqué de vifs échanges au parlement italien et s'est vu qualifié par le président du Sénat italien Nicola Mancino d'« exemple de suffisance intellectuelle » (« esempio di supponenza intellettuale »).

## Manifestations
Au fil des ans, de nombreux évènements ont eu lieu à la mémoire du massacre de la piazza Fontana et de la mort de Giuseppe Pinelli. Plusieurs de ces initiatives ont dégénéré en affrontements entre policiers et manifestants. En particulier, le 12 décembre 1970, exactement un an après le massacre, lorsque l'étudiant Saverio Saltarelli est décédé, tué par une bombe lacrymogène tirée à la tête par la police.
Ces manifestations sont toujours actives aujourd'hui, notamment dans les cercles de gauche milanais. Le 7 décembre 2009, lors de la rencontre du président de la République, Giorgio Napolitano avec les familles des victimes, celui-ci a loué leur « passion civile », et leur engagement « pour nourrir la mémoire collective et la réflexion », affirmant comprendre ce que « le poids que la négation de la vérité représente pour chacun de vous, un poids que l’État italien porte sur lui-même » et précisant que « ce qui s'est passé dans notre société n'est pas complètement clair et limpide et n'a pas encore été pleinement développé »… « Continuez à travailler pour retrouver chaque élément de vérité ».[réf. nécessaire]
Les manifestations qui ont lieu tous les 12 décembre en souvenir du massacre et le 15 décembre en commémoration de Pinelli et sont devenues un rendez-vous récurrent pour la ville de Milan.

### Sources
- (it) « 55 anni fa la strage di Piazza Fontana. Mattarella: "Unì il Paese, lezione permanente" » [« Il y a 55 ans le massacre de la piazza Fontana. Mattarella : « Cela a uni le pays, des leçons permanentes » »], sur rainews.it, Rai News, 12 décembre 2024 (consulté le 14 décembre 2024).
- Elisa Santalena, « Qui a posé la bombe de la piazza Fontana ? », dans Benoît Bréville (coordonnateur), Pierre Rimbert (coordonnateur) et al., Manuel d’autodéfense intellectuelle (Magazine hors série collectif), Paris, SA Le Monde diplomatique, 12 septembre 2024, 131 p. (ISSN 0026-9395), p. 54-57.
- Romane Laignel Sauvage, « 1969 : l'attentat de la Piazza Fontana à Milan, le début des «années de plomb» en Italie », sur ina.fr, Institut national de l'audiovisuel, 11 décembre 2024 (consulté le 14 décembre 2024).
- Eliane Corradini, interview par Jean Lanzi, Eliane Corradini anarchiste milanaise, Panorama, Archives INA, Office national de radiodiffusion télévision française, 18 décembre 1969 (consulté le 14 décembre 2024).

### Filmographie
- Fabrizio Calvi et Frédéric Laurent, L'Orchestre noir, documentaire diffusé sur Arte les 13 et 14 janvier 1998.
- Marco Tullio Giordana, Piazza Fontana (titre original : Romanzo di una strage) (2011).
- Giuseppe Pinelli, mort d'un anarchiste italien, D'après une histoire vraie, Arte, 2021, voir en ligne.